# Všestary (okres Praha-východ)
Obec Všestary se nachází v okrese Praha-východ, kraj Středočeský. Rozkládá se asi dvacet šest kilometrů jihovýchodně od centra Prahy a pět kilometrů jihovýchodně od města Říčany. Žije zde přibližně 1 000 obyvatel. Nejvyšším bodem obce je vrch Hůra (490 m n. m.).

## Části obce
- Všestary
- Menčice

Roku 1950 se od obce Všestary oddělila obec Světice.

## Historie
První písemná zmínka o obci pochází z roku 1371.

### Územněsprávní začlenění
Dějiny územněsprávního začleňování zahrnují období od roku 1850 do současnosti. V chronologickém přehledu je uvedena územně administrativní příslušnost obce v roce, kdy ke změně došlo:
- 1850 země česká, kraj Praha, politický okres Jílové, soudní okres Říčany[5]
- 1855 země česká, kraj Praha, soudní okres Říčany[5]
- 1868 země česká, politický okres Český Brod, soudní okres Říčany[5]
- 1898 země česká, politický okres Žižkov, soudní okres Říčany[6]
- 1921 země česká, politický okres Žižkov sídlo Říčany, soudní okres Říčany[7]
- 1925 země česká, politický i soudní okres Říčany[8]
- 1939 země česká, Oberlandrat Praha, politický i soudní okres Říčany[9]
- 1942 země česká, Oberlandrat Praha, politický okres Praha-venkov-jih, soudní okres Říčany[10]
- 1945 země česká, správní i soudní okres Říčany[11]
- 1949 Pražský kraj, okres Říčany[12]
- 1960 Středočeský kraj, okres Praha-východ[13]

### Rok 1932
Ve vsi Všestary (přísl. Menčice, Světice, 830 obyvatel) byly v roce 1932 evidovány tyto živnosti a obchody: 4 hostince, 2 kováři, mlýn, obuvník, realitní kancelář, 2 řezníci, 6 obchodů se smíšeným zbožím, švadlena, tesařský mistr, 4 trafiky, 2 truhláři, zahradnictví.

## Doprava
Dopravní síť
- Pozemní komunikace – Do obce vedou silnice III. třídy. Ve vzdálenosti 2 km se dojede na silnici II/107 Říčany - Velké Popovice - Kamenice - Týnec nad Sázavou.
- Železnice – Železniční trať ani stanice na území obce nejsou. Nejbližší železniční stanicí jsou Strančice ve vzdálenosti 1 km ležící na trati 221 mezi Prahou a Benešovem.

Veřejná doprava 2011
- Autobusová doprava – Příměstské autobusové linky projíždějící obcí vedly do těchto cílů: Černé Voděrady, Mukařov, Říčany, Strančice, Stříbrná Skalice (dopravce Veolia Transport Praha, s. r. o.).

## Fotogalerie

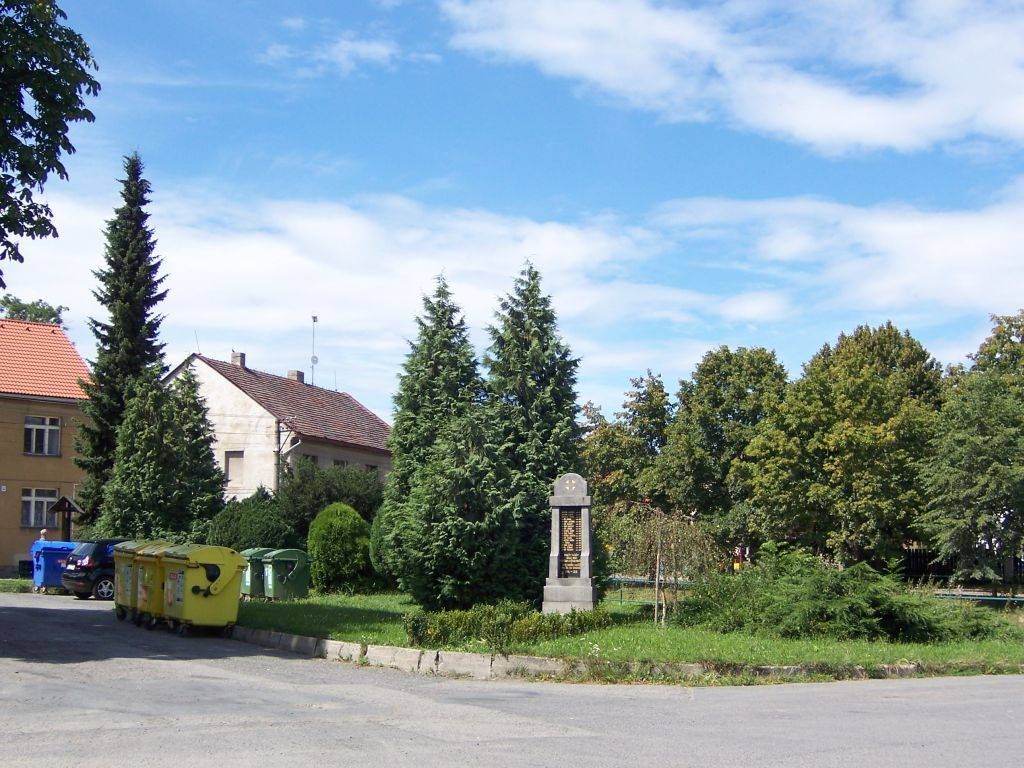
Pomník na návsi
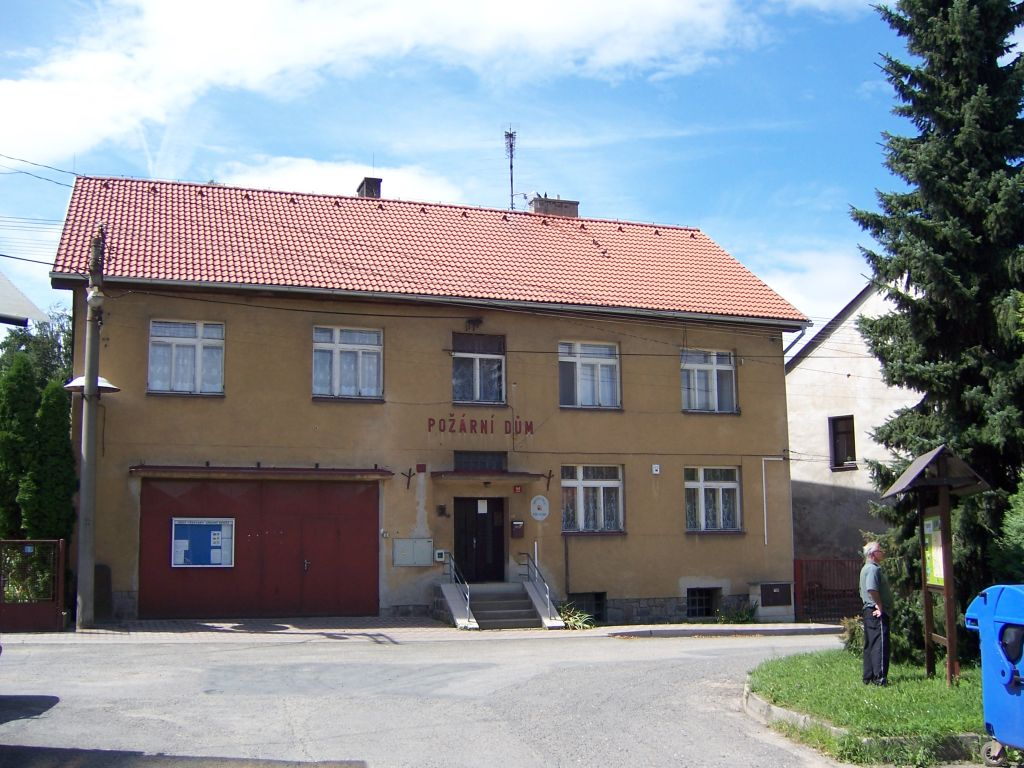
Požární dům na návsi
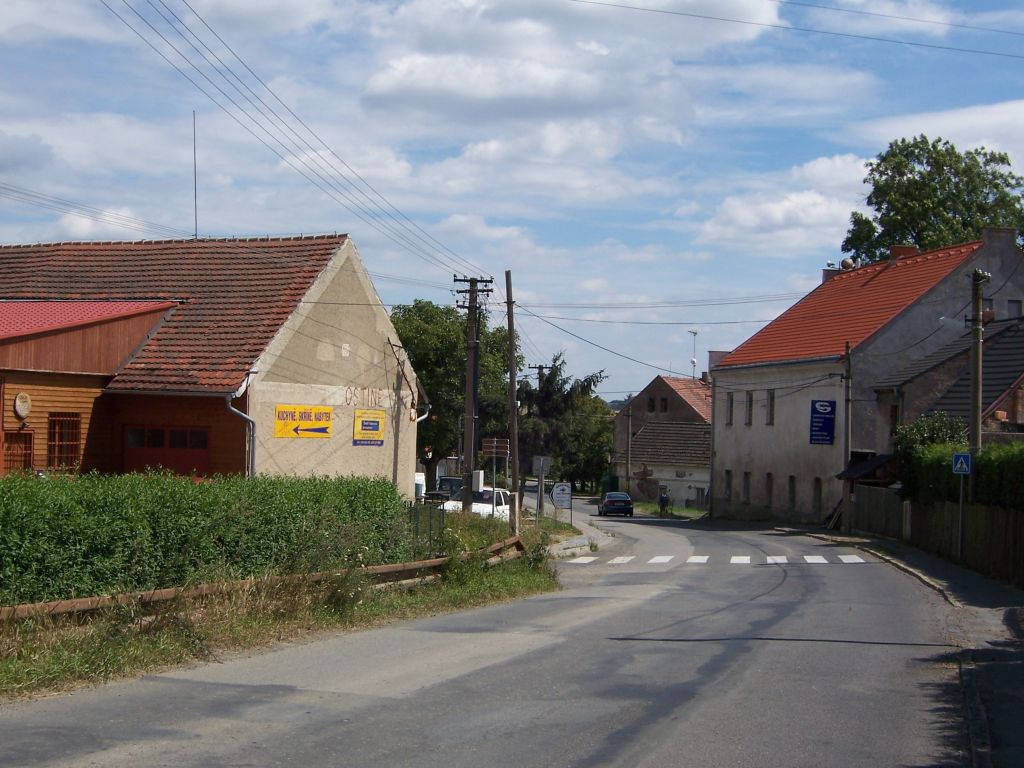
Silnice na Mnichovice